# Nicolaus Sombart
Pour les articles homonymes, voir Sombart.
Nicolaus Sombart (né le 10 mai 1923 à Berlin et mort le 4 juillet 2008 à Schiltigheim) est un sociologue culturel et écrivain allemand.

## Biographie
Nicolaus Sombart est le fils du sociologue et économiste Werner Sombart et de sa seconde épouse Corina Leon (1892–1970). Le père de Sombart est le fils d'un industriel et d'un homme politique national-libéral et est l'un des scientifiques les plus importants dans son domaine. Sa mère est la fille d'un professeur issu d'une famille de boyards roumains et trente ans plus jeune que son mari. Elle dirige un salon littéraire où artistes, scientifiques et diplomates de la République de Weimar se réunissent le dimanche après-midi pour échanger des idées. Sombart résume plus tard : « Ce que je suis et ce que je sais, je le dois à la bibliothèque de mon père et au salon de ma mère. ». Durant ses années d'école dans les années 1930, Carl Schmitt, qui fréquente la maison de ses parents à Grunewald à Berlin, est son mentor. Le jeune chef d'orchestre Sergiu Celibidache est également l'un des amis de la famille Sombart. Dans ses mémoires Jugend in Berlin, 1933–1943, Sombart décrit son éducation dans une famille bourgeoise instruite et aisée, avec six domestiques.
En 1933, Sombart rejoint la Bündische Jugend, qui s'inscrit dans la tradition du Wandervogel, au lieu de rejoindre les Jeunesses hitlériennes. Au début des années 1940, Alfred Schmid (de), membre bien connu du groupe de jeunes, se présente aux Sombart, apparemment intéressé par le travail scientifique de son père, mais selon les soupçons de Sombart, davantage par lui-même - le jeune et beau fils. Sombart succombe temporairement au charme intellectuel de Schmid, mais, selon ses propres dires, pas à ses pouvoirs de séduction. Dans son livre Jugend in Berlin. 1933–1943, Sombart exprime de fortes critiques à l'égard de l'orientation idéologique du mouvement de jeunesse bündische. Le mode de vie bourgeois dans la région autour de la « Maison de Sombart » est encore fortement influencé par la culture juive même après l’arrivée au pouvoir des nationaux-socialistes ; pour l’instant, les gens refusent de s’adapter au national-socialisme. Cependant, le père Werner Sombart est membre de l'Académie nationale-socialiste de droit allemand, fondée en 1933 et est l'un des signataires de l'appel des scientifiques allemands derrière Adolf Hitler (de) pour un plébiscite sur le chef d'État du Reich allemand le 19 août 1934, qui paraît dans le Völkischer Beobachter
Pendant la Seconde Guerre mondiale, Nicolaus Sombart est soldat dans la Wehrmacht de 1942 à 1945. Il fait partie du service de sécurité de l'aérodrome de secours de Vitry-en-Artois et est ensuite stationné dans une unité antiaérienne ferroviaire en Union soviétique. À la fin de la guerre, il est fait prisonnier de guerre par les Britanniques et est libéré en 1945.
Après sa libération, il étudie la philosophie, les sciences politiques et la sociologie culturelle à Heidelberg, Naples et Paris. En 1950, il termine ses études et obtient son doctorat sous la direction d'Alfred Weber avec une thèse sur La signification de l'histoire intellectuelle du comte Henri de Saint-Simon. En 1947, Sombart publie le magazine Der Ruf (de) avec Alfred Andersch et Hans Werner Richter et est l'un des cofondateurs du Groupe 47. Le récit de guerre surréaliste et fantastique Capriccio Nr. 1. Cette représentation des réalités intérieures, des pensées philosophiques et des délires d'un soldat de la garde allemande, qui s'écarte de la tendance générale de la littérature d'après-guerre en langue allemande, s'inspire de ses propres perceptions et pensées subjectives pendant son service à l'aéroport d'urgence désolé de Vitry-en-Artois. De 1952 à 1954, il vit à Paris, où il travaille à son habilitation, qu'il ne termine pas plus tard. En 1954, il devient fonctionnaire au Conseil de l'Europe à Strasbourg. Ses missions d'enseignement le conduisent à l'Université d'Ulm, à l'Université Albert-Louis de Fribourg et à l'Université bergeoise de Wuppertal (de). Sombart publie des articles, des livres de voyage et des poèmes. En 1977, il devient membre du PEN Club. En 1984, il prend sa retraite après trente ans à la tête du Service culturel du Conseil de l'Europe. Il considère cette activité comme un simple travail nécessaire pour gagner sa vie, car sa famille est « complètement appauvrie ».
En 1982, Sombart est membre du Collège scientifique de Berlin. Son journal intime 1982/83, « un burlesque déjanté, sexuellement intellectuel et en même temps un portrait moral du vieux Berlin-Ouest », est dû à ce séjour. De 1983 à 1987, il est chargé de cours à l'Université libre de Berlin, où il enseigne l'histoire de l'Allemagne wilhelmienne et de la société de l'époque.
Depuis lors, il vit comme écrivain indépendant avec un style de vie de dandy à Berlin-Wilmersdorf, où il tient un jour fixe tous les dimanches après-midi du début de 1985 à la mi-2007 ; Le noyau dur des habitués comprend Johannes Rüber (de), Heinrich von Einsiedel, Lord Weidenfeld, Stephan Reimertz (de), Heinz Berggruen, Otto Reitsperger (de), Hans-Peter Krüger (de), Marie-Louise von Plessen (de), Mathias Nolte (de), Günter Faltin, Cornelia Koppetsch (de) et d'autres
Dans ses œuvres en partie autobiographiques, Sombart décrit des personnes qui ont eu une influence sur sa vie, notamment Carl Schmitt, Alfred Weber et Karl Jaspers. Son cercle d'amis comprend le germaniste Peter Wapnewski (de), l'éditeur Hubert Burda (de) et, dans un sens collégial, l'historien John Röhl, bien que Sombart dans son livre sur Guillaume II. considère l'empereur de manière beaucoup moins critique que Röhl dans sa biographie standard. En 1995, une version révisée du Capriccio n° 1.
Nicolas Sombart est enterré au cimetière boisé de Berlin-Dahlem dans la tombe de ses parents.

## Famille
Nicolas Sombart est marié à la pianiste française Tamara Khoundadzé (morte en 2023), dont le père a fui la Géorgie pour Paris pour échapper à la guerre civile russe.

## Œuvres
- Capriccio Nr. 1. Des Wachsoldaten Irrungen und Untergang. Siegel-Verlag, Frankfurt 1947; [stark überarbeitete neue Fassung:] Elster-Verlag, Baden-Baden / Zurich 1995,  (ISBN 3-89151-221-X). Neuausgabe der ursprünglichen Fassung von 1947 mit einem Nachwort von Thomas Sparr (de) und Hinweisen zur veränderten Fassung von 1995: Elfenbein Verlag, Berlin 2023,  (ISBN 978-3-96160-084-7).
- Die geistesgeschichtliche Bedeutung des Grafen Henri de Saint-Simon. Ein Beitrag zu einer Monographie des Krisenbegriffs. Dissertation an der Universität Heidelberg, 1950.
- Krise und Planung. Studien zur Entwicklungsgeschichte des menschlichen Selbstverständnisses in der globalen Ära. Europa Verlag, Wien/Frankfurt/Zürich 1965.
- Jugend in Berlin. 1933–1943. Ein Bericht. Hanser, München/Wien 1984,  (ISBN 3-446-13990-7). Neuausgabe mit einem Geleitwort der Herausgeberin Carolin Fischer und einem Nachwort von Tilman Krause (de): Elfenbein Verlag, Berlin 2022,  (ISBN 978-3-96160-080-9).
- Nachdenken über Deutschland. Vom Historismus zur Psychoanalyse. Piper, München/Zürich 1987,  (ISBN 3-492-10596-3).
- Die deutschen Männer und ihre Feinde. Carl Schmitt, ein deutsches Schicksal zwischen Männerbund und Matriarchatsmythos. Hanser, Munich 1991,  (ISBN 3-446-15881-2) Fischer TB, Frankfurt a. M. 1997,  (ISBN 3-596-11341-5); frz. Fassung: Les mâles vertus des Allemands. Autour du syndrome de C. S. Übers. Jean-Luc Evard. Cerf, Paris 1999,  (ISBN 2-204-05963-3).
- Pariser Lehrjahre. 1951–1954, leçons de sociologie. Hoffmann & Campe, Hamburg 1994,  (ISBN 3-455-08539-3). Neuausgabe mit einem Nachwort von Reinhard Blomert (de): Elfenbein Verlag, Berlin 2023,  (ISBN 978-3-96160-082-3).
- Wilhelm II. Sündenbock und Herr der Mitte. Volk und Welt, Berlin 1996,  (ISBN 3-353-01066-1).
- Rendezvous mit dem Weltgeist. Heidelberger Reminiszenzen. 1945–1951. S. Fischer, Frankfurt 2000,  (ISBN 3-10-074422-5). Neuausgabe mit einem Nachwort von Claudia Schmölders: Elfenbein Verlag, Berlin 2023,  (ISBN 978-3-96160-081-6).
  - Michael Buselmeier (de): Das Weltkind in der Provinz. Dans: Die Zeit, Nr. 47/2000; Rezension.
  - Reinhard Blomert: Imbiss für Geschichtsphilosophen. Dans: Die Welt, 18. November 2000; Rezension.
- Journal intime 1982/83. Rückkehr nach Berlin. Elfenbein, Berlin 2003,  (ISBN 3-932245-60-1).
  - Alexis Eideneier: Solide Schandmaulkompetenz. literaturkritik.de (de), Nr. 11, November 2003.
  - Katharina Rahlf: Denkerfrust, Denkerlust. In: Indes – Zeitschrift für Politik und Gesellschaft, 2011; Rezension,  (ISSN 2191-995X).
- Rumänische Reise. Ins Land meiner Mutter. Transit, Berlin 2006,  (ISBN 3-88747-209-8).
  - Alexander Cammann: Lustgewinn und Jahrgangszauber. Rezension. In: die tageszeitung, 6. Februar 2007.